# Alloeocarpa bridgesi
Alloeocarpa bridgesi är en sjöpungsart som beskrevs av Wilhelm Michaelsen 1900. Alloeocarpa bridgesi ingår i släktet Alloeocarpa och familjen Styelidae.
Artens utbredningsområde är Södra Ishavet. Inga underarter finns listade i Catalogue of Life.